# KAFD World Trade Center
La KAFD World Trade Center es un rascacielos ubicado en la capital de Arabia Saudita, Riad. La construcción del edificio comenzó oficialmente en 2010. Se espera que finalmente su construcción acabe en 2020. Con una altura de 304 metros será el cuarto rascacielos más alto del país, después de las Torres Abraj Al Bait, el Capital Market Authority Headquarters y el Burj Rafal.